# Araneus decaisnei
Araneus decaisnei är en spindelart som först beskrevs av Lucas 1863.  Araneus decaisnei ingår i släktet Araneus och familjen hjulspindlar.
Artens utbredningsområde är Filippinerna. Inga underarter finns listade i Catalogue of Life.